# Groupe Virgin Radio
Virgin Radio Group est un groupe mondial de radios de l'homme d'affaires Richard Branson, propriétaire par ailleurs de Virgin Megastore, Virgin Mobile, etc.

## Canada
Le groupe Virgin Radio Canada, propriété de Bell Media, a lancé, jusqu'à maintenant, six stations Virgin Radio au Canada.
Voici les stations de Virgin Radio implantées au Canada, en ordre de lancement.
|   | Ville     | Province             | Nom de station     | Date de lancement | Indicatif | Site officiel      |
| - | --------- | -------------------- | ------------------ | ----------------- | --------- | ------------------ |
| 1 | Toronto   | Ontario              | Virgin Radio 999   | 25 août 2008      | CKFM-FM   | Site officiel (en) |
| 2 | Vancouver | Colombie-Britannique | Virgin Radio 95.3  | 8 janvier 2009    | CKZZ-FM   | Site officiel (en) |
| 3 | Ottawa    | Ontario              | Virgin Radio 106.9 | 9 janvier 2009    | CKQB-FM   | Site officiel (en) |
| 4 | Montréal  | Québec               | Virgin Radio 96    | 12 janvier 2009   | CJFM-FM   | Site officiel (en) |
| 5 | Calgary   | Alberta              | Virgin Radio 98.5  | 30 juin 2010      | CIBK-FM   | Site officiel (en) |
| 6 | Edmonton  | Alberta              | Virgin Radio 104.9 | 4 février 2011    | CFMG-FM   | Site officiel (en) |

## Dubaï
Virgin Radio Dubaï diffuse depuis début 2008 sur le 104.4 en FM ; elle appartient au groupe ARN.

## France
Virgin Radio est une station de radio française lancée le 1er janvier 2008, succédant à Europe 2 (précédemment créée en 1986 et propriété à 100 % de Lagardère News), qui utilise le nom Virgin Radio en payant une licence. Elle n'appartient donc pas au groupe créé par Richard Branson. Le 31 décembre 2022, Virgin Radio s'arrête, pour redevenir Europe 2 à partir du 1er janvier 2023.
Le nom Virgin Radio revient impulsée par la société lyonnaise Espace Group, l'actuelle radio locale Virage Radio va changer de nom pour devenir à son tour Virgin Radio en restant une locale couvrant par liaison hertzienne  Lyon, Grenoble et Chambéry et sera aussi disponible en DAB+ (Le Digital Audio Broadcasting, est la norme mondiale de la RNT, se voulant remplacer la FM) .

## Inde
Fever 104 est une station de radio indienne. Elle est à Bangalore, Bombay, Delhi, et à Calcutta.

## Italie
Virgin Radio est une station de radio rock italienne.

## Liban
- Virgin Radio Lebanon est une station de radio libanaise de langue anglaise, fondée en 2013 par Richard Branson. Elle est devenue extrêmement populaire sur Facebook et détient plus de 10 millions de fans sur sa page. Elle diffuse, généralement, des hits anglophones américains en rafale et peut être écoutée sur internet via son site.

## Roumanie
Le 8 janvier 2017, la marque Virgin Radio prépare son arrivée en Roumanie, Radio 21 changeant de nom selon la volonté de son actionnaire Lagardère Active devenu majoritaire.

## Royaume-Uni
- Absolute Radio (anciennement Virgin Radio) était la station londonienne historique. Elle a été renommée Absolute Radio à la suite de la vente de la station[10] à SMG plc (Scottish Media Group) à Bennett, Coleman & Co Ldt sans le nom de Virgin Radio.
- Virgin Radio UK est une station lancée par Wireless Group le 30 mars 2016 sur la radio numérique terrestre et en diffusion sur internet[11],[12].

## Suisse
Virgin Radio Switzerland a été officiellement lancée le 17 janvier 2018. La société AZ Media, a lancé à cette date les stations "Virgin Radio Hits Switzerland" et "Virgin Radio Rock Switzerland". Elles peuvent être écoutées sur DAB+ et par internet.

## Thaïlande
- FM eazy 105.5 est une station hip-hop à Bangkok.
- Virgin Hitz est une station de radio thaïlandaise diffusé à Bangkok.
- Virgin Soft 103 est l'une des stations les plus populaires à Bangkok[réf. nécessaire].
- Whozaa est une station hip-hop.

## Turquie
Virgin Radio a été lancée en août 2008 en remplacement de Radio capital FM.

## Les radios Virgin Radio dans le monde
| Virgin Radio    | Groupe propriétaire      | Lancement   | Langue          | Site Web                     |
| --------------- | ------------------------ | ----------- | --------------- | ---------------------------- |
| Arabie saoudite | Virgin Group             | 2017        | Arabie          | radio .sa www.virginradio.sa |
| Canada          | Bell Media               | 2008        | anglais         | www.iheartradio.ca           |
| Dubaï           | Arabian Radio Network    | 2008        | anglais         | www.virginradiodubai.com     |
| France          | Lagardère Active         | 2008-2023   | français        | www.virginradio.fr           |
| France          | Espace Group             | depuis 2024 | français        | www.virginradio.fr           |
| Inde            | HT Media & Entertainment | 2006        | anglais         | www.fever.fm                 |
| Italie          | Groupe Finelco           | 2007        | italien         | www.virginradioitaly.it      |
| Royaume-Uni     | Wireless Group           | 2016        | anglais         | virginradio.co.uk            |
| Suisse          | CH Media                 | 2018        | suisse-allemand | virginradio.ch               |
| Thaïlande       | Bec-Tero Entertainment   | 2002        | thaï            | www.virginradiothailand.com  |
| Turquie         | Dogus Media Group        | 2008        | turc            | www.virginradioturkiye.com   |